# Бъгси
„Бъгси“ (на английски: Bugsy) е американски пълнометражен игрален филм от 1991 г., режисирана от Бари Левинсън с участието на Уорън Бийти, Анет Бенинг, Харви Кайтел, Бен Кингсли и Елиът Гулд.
Сценарият написан от Джеймс Тобак, по материали от Дийн Дженингс, разказва историята на прочутия гангстер Бъгси Сийгъл. Сюжетът набляга върху преместването на Бъгси в западните щати и идеята му за построяването на град (Лас Вегас) на хазарта и удоволствията в пустинята на Невада.
Бъгси печели наградата Златен глобус за филм на годината. Произведението е сред основните заглавия на 64-тата церемония по връчване на наградите Оскар, с номинации за отличието в цели 10 категории, включително за най-добър филм, печелейки 2 статуетки в това число за най-добри костюми.

## В ролите
| Актьор          | Роля             |
| --------------- | ---------------- |
| Уорън Бийти     | Бъгси Сийгъл     |
| Анет Бенинг     | Вирджиния Хил    |
| Харви Кайтел    | Мики Коен        |
| Бен Кингсли     | Майер Лански     |
| Елиът Гулд      | Хари Грийнбърг   |
| Джо Мантеня     | Джордж Рафт      |
| Ричард Сарафиън | Джак Драгна      |
| Бейб Нюуирт     | контеса Ди Фрасо |
| Уенди Филипс    | Еста Сийгъл      |
| Бил Греъм       | Чарли Лучано     |

## Награди и Номинации
Награди на Американската Филмова Академия „Оскар“ (САЩ):
- Награда за най-добри костюми за Албърт Улски
- Номинация за най-добър филм
- Номинацияа за най-добър режисьор за Бари Левинсън
- Номинация за най-добър оригинален сценарий за Джеймс Тобак
- Номинация за най-добър актьор в главна роля за Уорън Бийти
- Номинация за най-добър актьор в поддържаща роля за Харви Кайтел
- Номинация за най-добър актьор в поддържаща роля за Бен Кингсли

Награди „Златен глобус“ (САЩ):
- Награда за най-добър филм

## Български дублаж
| Озвучаващи артисти | Даниела Йорданова Георги Георгиев-Гого Васил Бинев Борис Чернев |
| Преводач           | Йорданка Василева                                               |
| Тонрежисьор        | Димитър Кръстев                                                 |

| Озвучаващи артисти | Симеон Владов Любомир Младенов |